# Iuhnove, Novhorod-Siverskîi
Iuhnove (în ucraineană Юхнове) este un sat în comuna Horbove din raionul Novhorod-Siverskîi, regiunea Cernihiv, Ucraina.

## Demografie
Componența lingvistică a localității Iuhnove
     Rusă (55,27%)
     Ucraineană (44,36%)
     Alte limbi (0,36%)
Conform recensământului din 2001, majoritatea populației localității Iuhnove era vorbitoare de rusă (55,27%), existând în minoritate și vorbitori de ucraineană (44,36%).